# 食花蝠屬
食花蝠屬（学名：Phyllops），哺乳綱、翼手目、葉口蝠科的一屬，而與食花蝠屬（食花蝠）同科的動物尚有白線蝠屬（白線蝠）、尾翼果蝠屬（尾翼果蝠）、間葉蝠屬（間葉蝠）、白蝠屬（白蝠）等之數種哺乳動物。

## 下属分类
本科包括以下属：
- 食花蝠 Phyllops falcatus (Gray, 1839)，古巴葉顔蝠